# Thor Spydevold
Thor Spydevold (Sarpsborg, 1944. augusztus 15. – Fredrikstad, 2024. július 1.) válogatott norvég labdarúgó, hátvéd.

## Pályafutása

### Klubcsapatban
1961–62-ben a Greåker, 1963 és 1965 között a Sarpsborg, 1966 és 1970 között a Fredrikstad labdarúgója volt. 1971 és 1974 között a Sarpsborg csapatában fejezte be az aktív játékot. A Fredrikstad együttesével 1966-ban norvégkupa-győztes volt.

### A válogatottban
1968 és 1972 között 28 alkalommal szerepelt a norvég válogatottban és egy gólt szerzett.

## Sikerei, díjai
Fredrikstad
- Norvég kupa
  - győztes: 1966